# Phobetor (planeta)
Phobetor (PSR 1257+12 C, PSR 1257+12 d) – trzecia planeta od pulsara Lich (PSR 1257+12).

## Nazwa
Nazwa własna planety, Phobetor, została wyłoniona w 2015 roku w publicznym konkursie. W mitologii greckiej Fobetor był personifikacją koszmarów sennych, synem bogini nocy Nyks. Nazwy gwiazdy i okrążających ją planet zaproponowali pracownicy Planetarium Südtirol Alto Adige (Włochy).

## Charakterystyka
Planeta krąży w odległości 0,46 j.a. od centralnej gwiazdy neutronowej, a jej okres orbitalny (rok) to 98 dni. Masa planety Phobetor jest zbliżona do masy planety Poltergeist i jest około czterokrotnie większa od masy Ziemi.